# Parelidiptera teres
Parelidiptera teres är en insektsart som beskrevs av Ronald Gordon Fennah 1950. Parelidiptera teres ingår i släktet Parelidiptera och familjen vedstritar. Inga underarter finns listade i Catalogue of Life.